# 塩田駅 (平安南道)
塩田駅（ヨムジョンえき、朝鮮語: 염전역 ）は、朝鮮民主主義人民共和国平安南道粛川郡にかつて存在した駅で、南洞線に属していた。 

## 隣の駅
南洞線
大豊駅 - 塩田駅 - 万豊駅